# Blessington (ort i Irland)
Blessington (iriska: Baile Coimín) är en ort i republiken Irland. Den är belägen i grevskapet Wicklow och provinsen Leinster, i den östra delen av landet, 26 km sydväst om huvudstaden Dublin. Blessington ligger 207 meter över havet och antalet invånare är 5 010. Den ligger vid sjön Pollaphuca Reservoir.
Terrängen runt Blessington är kuperad österut, men västerut är den platt. Runt Blessington är det ganska glesbefolkat, med 34 invånare per kvadratkilometer. Närmaste större samhälle är Tallaght, 16,7 km nordost om Blessington. Trakten runt Blessington består i huvudsak av gräsmarker.